# ایندیو (بازیکن فوتبال، زاده ۱۹۳۱)

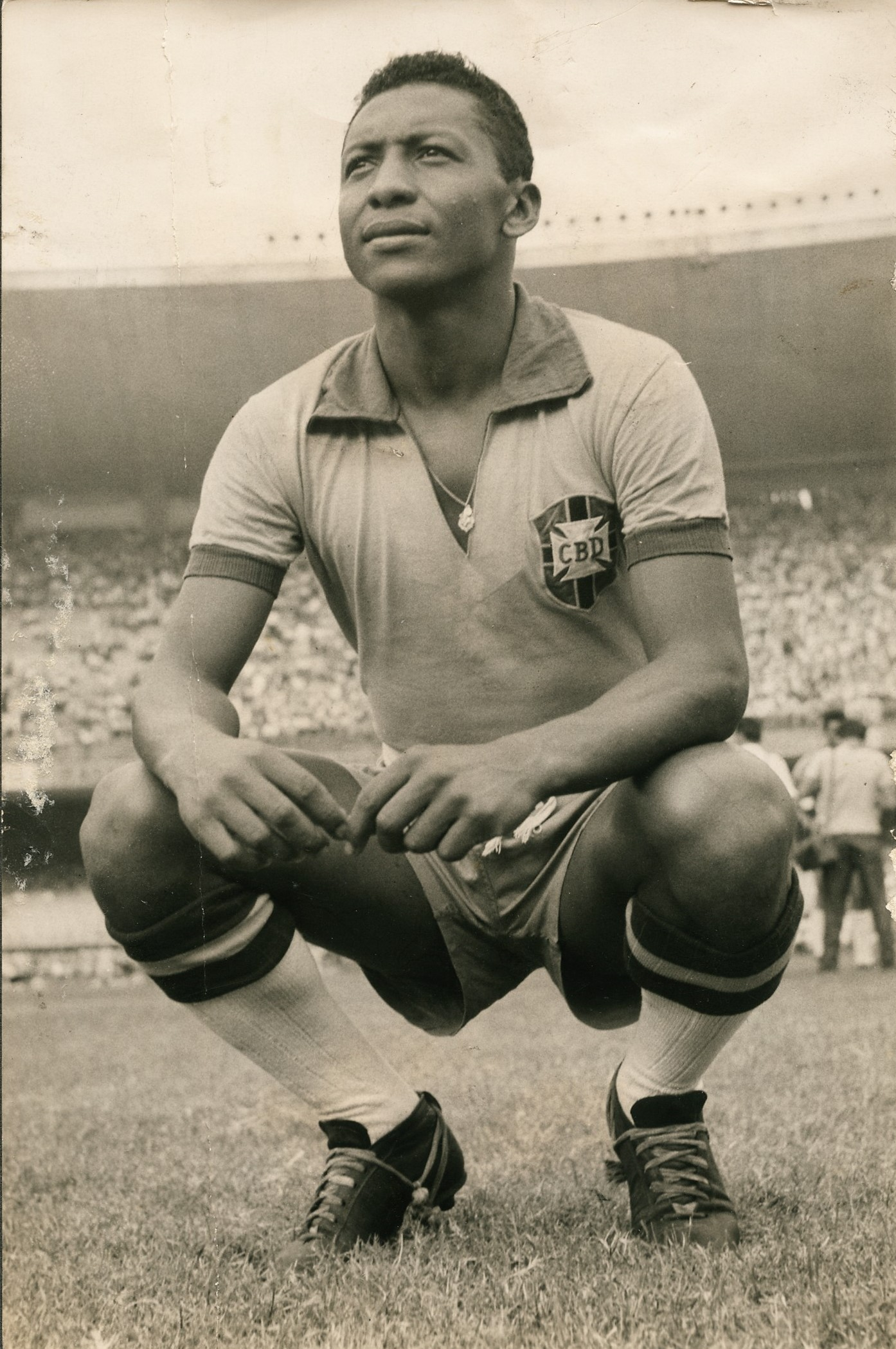
ایندیو در سال ۱۹۵۶

ایندیو (پرتغالی: Índio؛ زادهٔ ۱ مارس ۱۹۳۱ – درگذشته ۱۹ آوریل ۲۰۲۰) بازیکن فوتبال در پست مهاجم اهل برزیل بود.

## باشگاهی
از باشگاه‌هایی که در آن بازی کرده‌است می‌توان به باشگاه فوتبال فلامینگو، باشگاه فوتبال کورینتیانس و باشگاه فوتبال اسپانیول اشاره کرد.

## تیم ملی
وی همچنین در تیم ملی فوتبال برزیل بازی کرده‌است.